# Рааб, Доминик
Доминик Ренни Рааб (англ. Dominic Rennie Raab; род. 25 февраля 1974, Бакингемшир) — британский политик, член Консервативной партии Великобритании. Заместитель премьер-министра, министр юстиции и лорд-канцлер Великобритании (2021 — сентябрь 2022, 25 октября 2022—21 апреля 2023).
Министр по выходу Великобритании из Европейского союза (июль — ноябрь 2018 года). Министр иностранных дел Великобритании и первый министр с 24 июля 2019 по 15 сентября 2021 года в первом и втором кабинетах Бориса Джонсона.

## Биография
Родился в 1974 году в Бакингемшире в семье выходца из еврейской семьи Питера Рааба, которого родители ребёнком увезли в Великобританию из Чехословакии в 1938 году после заключения Мюнхенского соглашения.
Окончил Леди-Маргарет-Холл (Оксфорд) и получил степень магистра в колледже Иисуса (Кембриджский университет), затем занимался юридической практикой, с 2000 года работал на Форин-офис, занимался привлечением к ответственности обвиняемых в военных преступлениях в Международном трибунале по бывшей Югославии. Накопил значительный опыт работы солиситором, был профессиональным переговорщиком (в частности, помогал палестинской делегации на мирных переговорах в Осло, защищал Тони Блэра от попыток Слободана Милошевича подать против него иск).
Рааб является обладателем чёрного пояса карате.

### Политическая карьера
В 2010 году избран в Палату общин в избирательном округе Ишер и Уолтон (Суррей), победив с убедительным результатом 58,9 % (его основной соперник, либеральный демократ Лайонел Блэкмэн, заручился поддержкой 24,8 % избирателей).
7 марта 2012 года Рааб инициировал в связи с гибелью С. Л. Магнитского законопроект, предусматривающий арест активов в британской юрисдикции и закрытие британских виз для российских должностных лиц, виновных в нарушении прав человека.
В 2015 году начал работать парламентским помощником министра юстиции, курируя вопросы гражданских свобод. В 2016 году при подготовке референдума о членстве Великобритании в Европейском союзе агитировал за выход.
Парламентские выборы 8 июня 2017 года принесли Раабу новую победу в прежнем избирательном округе, хотя его результат — 58,6 % — оказался на 4,3 % ниже его же достижения на выборах 2015 года. Тем не менее, на сей раз сильнейшая из соперников, лейбористка Лана Хайлэндс (Lana Hylands), получила всего лишь 19,7 % голосов.
12 июня 2017 года стал младшим министром судов и правосудия, а 9 января 2018 года назначен младшим министром жилищного хозяйства и планирования в Министерстве общин и местного самоуправления.

### Работа в правительствах Терезы Мэй
9 июля 2018 года после отставки Дэвида Дэвиса Рааб получил портфель министра по выходу из ЕС во втором кабинете Терезы Мэй.
21 октября 2018 года назвал неубедительными первые объяснения официальных лиц Саудовской Аравии по поводу смерти журналиста Джамаля Хашогги в саудовском консульстве в Турции и заявил, что Британия желает увидеть привлечение виновных в убийстве к ответственности, но необходимо продолжать диалог с королевством, а не рвать с ним отношения.
15 ноября 2018 года ушёл в отставку, осудив одобренный правительством план выхода из Евросоюза и заявив, что перед лицом шантажа Великобритании следует быть готовой к выходу из ЕС без соответствующего соглашения.

### Первый министр и министр иностранных дел

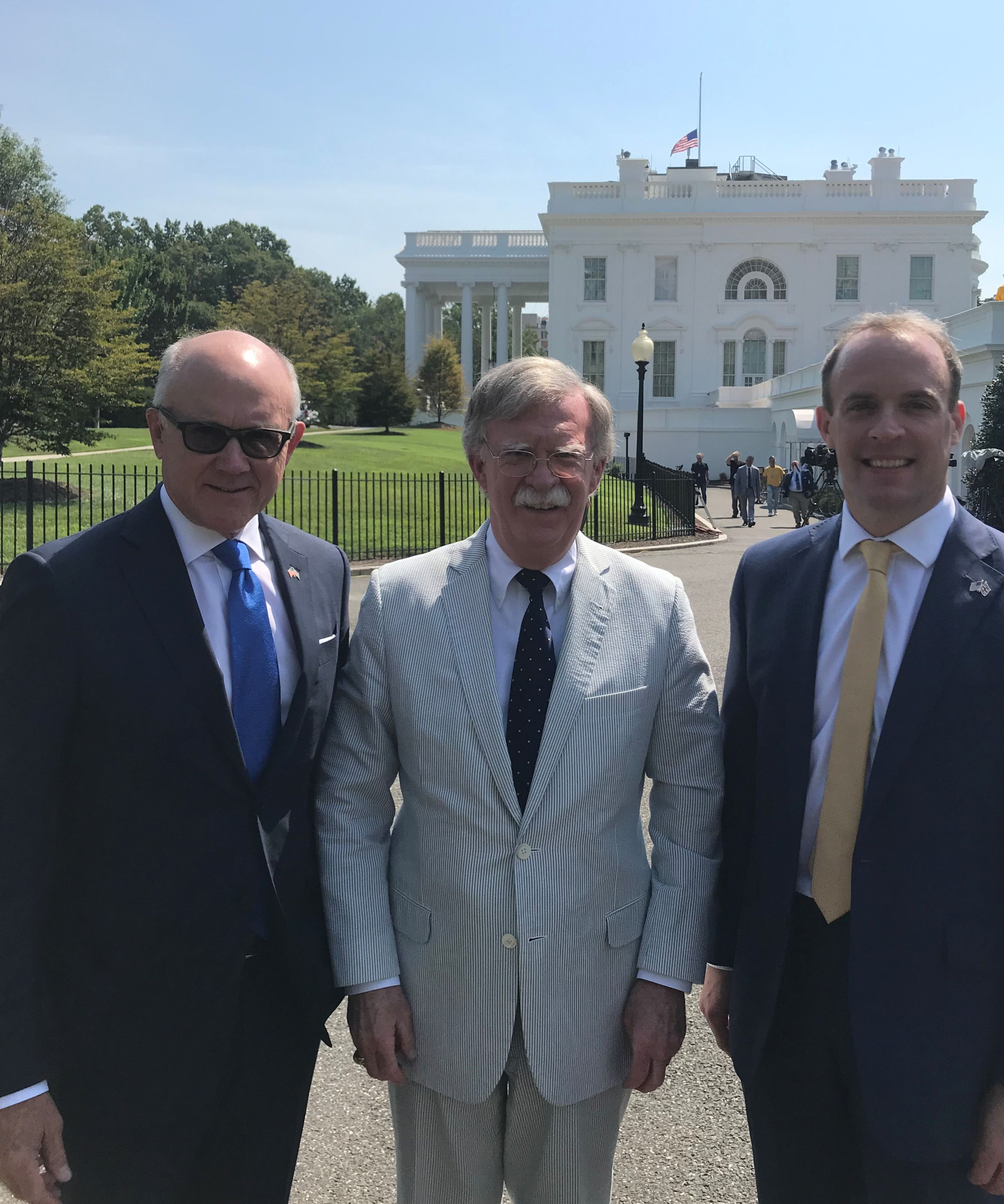
С послом США в Великобритании Вуди Джонсоном и советником президента США по национальной безопасности Джоном Болтоном у Белого дома (8 августа 2019).

24 июля 2019 года назначен в кабинете Бориса Джонсона Министром иностранных дел и первым министром.
13 октября 2019 года на заседании Парламентской ассамблеи НАТО осудил турецкую военную операцию против Сирийских демократических сил на территории Сирии, поскольку она создаёт новый гуманитарный кризис и мешает борьбе с исламистскими экстремистами в регионе (Турция рассматривает СДС как террористическую организацию, связанную с курдским движением на территории Турции).
В декабре 2019 года при формировании второго правительства Джонсона сохранил прежние должности.
В январе 2020 года на фоне развернувшихся в Великобритании дебатов по поводу законности убийства иранского генерала Сулеймани Рааб заявил в интервью Sky News о безоговорочной поддержке акции американских военных, которые, по словам британского министра, имели право на самооборону, поскольку Сулеймани представлял собой «региональную угрозу».
6 апреля 2020 года премьер-министр Джонсон был госпитализирован в палату интенсивной терапии с диагнозом COVID-19, и Рааб начал временно замещать его. 27 апреля Джонсон вернулся к исполнению своих обязанностей.
В июне 2020 года премьер-министр Джонсон заявил о готовности Великобритании предоставить право на въезд в страну 3 млн жителям Гонконга, имеющим британское заморское гражданство либо полноправное британское гражданство, в связи с ожидавшимся на фоне протестного движения вступлением в силу закона о национальной безопасности. Со своей стороны Рааб сообщил в этой связи, что его ведомство способно выполнить поставленную задачу, но что Великобритания не сможет эффективно противодействовать властям КНР, если те решат воспрепятствовать эмиграции гонконгцев.
16 июля 2020 года Рааб заявил, что Россия «почти наверняка» стремилась вмешаться в британские выборы 2019 года (21 июля парламентский Комитет по разведке и безопасности опубликовал свой доклад о деятельности России в Великобритании, содержащий в числе прочих обвинения правительства в недооценке российского влияния и в отсутствии попыток расследования российского воздействия на референдум 2016 года о членстве в Евросоюзе).
2 сентября 2020 года упразднена должность министра международного развития, а его обязанности переданы в ведение министра иностранных дел Рааба.
8 сентября 2020 года Рааб вызвал российского посла и потребовал от российских властей «полного и прозрачного расследования» отравления лидера оппозиции Алексея Навального запрещённым химическим оружием типа «Новичок».
22 февраля 2021 года Рааб осудил пытки, принудительный труд и стерилизацию, используемые, по его словам, китайскими властями «в промышленном масштабе» против мусульманского уйгурского населения в Синьцзяне, где около одного миллиона человек содержатся в лагерях (Китай отвергает обвинения и утверждает, что лагеря перевоспитания используются для противодействия экстремизму).
6 августа 2021 года в ответ на обращение сообщества британских средств массовой информации после начавшегося вывода войск из Афганистана и общенационального наступления Талибана Рааб сообщил о готовности рассмотреть возможность принятия в Великобритании сотрудничавших с британцами афганских журналистов, если тем будет угрожать опасность на родине (в этот же день МИД Великобритании призвал соотечественников немедленно покинуть Афганистан ввиду «ухудшающейся ситуации с безопасностью» и ограниченности возможностей у дипломатов для организации срочной эвакуации сограждан). Подвергся критике со стороны оппозиции, поскольку не прервал с началом афганского кризиса отпуск на Крите и не пытался организовать эвакуацию переводчиков из числа афганцев, сотрудничавших с британцами в период боевых действий в Афганистане с 2001 по 2021 год.

### Заместитель премьер-министра, министр юстиции и лорд-канцлер
15 сентября 2021 года премьер-министр Джонсон произвёл серию кадровых перемещений в своём втором правительстве, назначив Рааба своим заместителем, министром юстиции и лордом-канцлером.
6 сентября 2022 года при формировании кабинета Лиз Трасс не получил никакого назначения.
25 октября 2022 года по завершении правительственного кризиса был сформирован кабинет Риши Сунака, в котором Рааб вновь был назначен заместителем премьер-министра, министром юстиции и лордом-канцлером.
21 апреля 2023 года Рааб ушёл в отставку с постов заместителя премьер-министра и министра юстиции после того, как Сунаку был передан отчёт о заявлениях о том, что он издевался над персоналом.